# Dora Musumeci
Giulia Isidora Musumeci, nota come Dora Musumeci (Catania, 1934 – Catania, 10 ottobre 2004), è stata una pianista italiana.

## Biografia
È stata la prima pianista jazz d'Italia. 
Il padre Salvatore Musumeci, detto Totò, è violinista presso il Teatro Massimo Vincenzo Bellini di Catania, ed avvia la figlia allo studio della musica sin da bambina.
Comincia a suonare il pianoforte e diviene in breve tempo una bambina prodigio, iniziando ad esibirsi all'età di sette anni ed entrando, nel 1944, in un'orchestra con cui effettuerà nel dopoguerra un tour in Tripolitania.
Appassionatasi al jazz, dopo il diploma al Conservatorio di San Pietro a Majella di Napoli abbandona la musica classica, divenendo la prima pianista jazz italiana ed ottenendo, nel 1947, il primo articolo monografico su di lei pubblicato su Musica Jazz.
Inizia ad esibirsi sia in Italia che all'estero, suonando con grandi nomi come Lionel Hampton e Dizzy Gillespie, e pubblica le prime incisioni; forma quindi un proprio complesso, il cui bassista e cantante è Roby Matano (in seguito con I Campioni).
Nel 1956 vince il Festival del Jazz di Modena e pubblica l'album La regina dello swing per la Cetra di Torino.
Viene spesso ospitata in trasmissioni televisive e radiofoniche, e continua a pubblicare dischi per varie case discografiche; dal vivo inoltre esegue spesso arrangiamenti jazz di canzoni di musica leggera.
Forma un quartetto a suo nome (composto, oltre che da lei, da "fair" Little Cickets alla chitarra, Tonino Ferrelli al contrabbasso e Roberto Petrin alla batteria), con cui incide per l'etichetta Consorti, legata ad un noto negozio di dischi della capitale.
Negli anni '60 si esibisce al Piper Club di Roma insieme a Romano Mussolini, Giovanni Tommaso e Lionel Hampton, portando quindi il jazz nel tempio della beat; partecipa inoltre anche alla registrazione di alcune colonne sonore, lavorando tra gli altri anche con Ennio Morricone.
Nel decennio successivo abbandona progressivamente il jazz per riavvicinarsi alla musica classica, e diviene anche insegnante di pianoforte al Conservatorio Francesco Cilea di Reggio Calabria; pubblica molti studi per pianoforte con scopi didattici.
Si dedica inoltre alla composizione di musiche per spettacoli radiofonici, tra cui nel 1972 La scuola dei buffoni di Michel de Ghelderode, per la regia di Romano Bernardi, o teatrali, come L'aria del continente di Nino Martoglio (nell'allestimento di Turi Ferro).
Il 19 settembre del 2004 viene investita da un'automobile a Catania (mentre sta attraversando corso Italia sulle strisce pedonali), subendo un esteso trauma cervicale, fratture multiple e un violento trauma polmonare. Morirà dopo 20 giorni di coma all'ospedale Garibaldi di Catania.
Purtroppo è stata completamente dimenticata dalla sua città, Catania, ma anche il panorama Jazz Italiano lo ha fatto se non per ricordarla, in maniera superficiale, in sporadiche manifestazioni. 

## Discografia parziale

### 33 giri
- 1956: La regina dello swing (Cetra LPA 66, 25 cm)
- 1961: 24 motivi al pianoforte (Vik, KLVP 91; pubblicato come Dora Musumeci e il suo Trio)
- 1970: Modern piano music (Tank STG 7037)

### 33 giri - Compilation
- 1967: Un anno di successi (Bluebell Records BB RD 100; Dora Musumeci esegue Winchester Cathedral)
- 1988: Italian Jazz graffiti volum3 1 (Musica Jazz 2mjp 1064; album antologico allegato al numero 8-9 del 1988 della rivista Musica Jazz; Dora Musumeci esegue un brano strumentale registrato dal vivo a Torino il 3 novembre 1954)

### EP
- 1955: Caminito / Somebody Loves Me / Yesterdays / Kiss Tango (Cetra, EP 0531; con Armando Fragna e Beppe Mojetta; la Musumeci esegue Somebody Loves Me e Kiss Me, mentre l'orchestra Fragna esegue Kiss Tango e l'orchestra Mojetta esegue Caminito)
- 1957: Ehi tu/Blues in cornice / La cicoria /Lullaby of Broadway (Philips, PE 431 025)
- 1959: Chimere / Mentre il tempo passa / Io partirò / All Right, Ok, You Win (Consorti, MLE 10003)

### 78 giri
- 1954: Vorrei sapere perché / O cangaceiro /Jamaican rumba / That's My Desire (Cetra DD 10308)

### 45 giri
- 1959: Ehi tu / Lullaby of Broadway (Philips, 363 428 PF)
- 1960: Sono stanco / Dall'alba al tramonto (Cetra, SP 30763; con Giacomo Rondinella)
- 1961: Qualcuno ha chiesto di me / Caffè e camomilla (RCA Italiana, PM 3036)